# 湛江科技学院
湛江科技学院（英語：Zhanjiang University of Science and Technology）简称湛科，是位于中国广东省湛江市的一所民办普通高等学校，由湛江寸金教育集团全资持有。

## 历史
1999年12月，广东海洋大学寸金学院成立，学校为广东海洋大学和湛江寸金教育集团合作成立的公有民办二级学院。
2006年，经教育部批准为独立学院。
2012年，获得学士学位授予权。
2020年12月24日，教育部发展规划司发布《关于拟同意设置本科高等学校的公示》，拟定同意广东海洋大学寸金学院转设为民办普通高等学校。
2021年2月2日，经中华人民共和国教育部批准，原属广东海洋大学管理的独立学院广东海洋大学寸金学院脱离该校管理，并转设更名湛江科技学院，由湛江寸金教育集团全资持有；5月16日，举行湛江科技学院揭牌仪式。

## 院系
- 经济与金融学院
- 管理学院
- 会计学院
- 外国语学院
- 美术与设计学院
- 音乐舞蹈学院
- 建筑工程学院
- 智能制造学院
- 教育学院
- 文化传媒学院
- 马克思主义学院
- 国际教育学院
- 继续教育学院
- 中医药学院

## 校园
截至2016年底，学校校园使用面积1393.2亩，新校区规划建设面积1600多亩。校舍总面积36.73万平方米。教学科研仪器设备总值7359.98万元，图书馆馆藏总量233.8万册(含电子图书90万册)。设有10系2部，开设32个本科专业，有全日制本科在校生20377人。